# ドイツ・ツアー2006
ドイツ・ツアー2006は、ドイツ・ツアーの30回目のレース。2006年8月1日から9日まで行われた。

## 日程
| 区間 | 月日 | スタート － ゴール                         | km    | 区間1位                    | 区間2位                      | 区間3位                  | 総合1位                |
| ---- | ---- | ------------------------------------------ | ----- | -------------------------- | ---------------------------- | ------------------------ | ---------------------- |
| Pro. | 8/1  | デュセルドルフ(ITT)                        | 5.5   | ウラディミール・グセフ     | リーヌス・ゲルデマン         | セバスティアン・ラング   | ウラディミール・グセフ |
| 1    | 8/2  | デュセルドルフ － ビーレフェルト           | 198.0 | アサン・バザイエフ         | ダニーロ・ナポリターノ       | エリック・ツァベル       | ウラディミール・グセフ |
| 2    | 8/3  | ミンデン － ゴズラー                       | 181.5 | イェンス・フォイクト       | ダヴィデ・レベッリン         | アンドレイ・カシェチキン | ウラディミール・グセフ |
| 3    | 8/4  | ヴィッツェンハウゼン － シュヴァインフルト | 203.3 | ゲラルト・ツィオレック     | エリック・ツァベル           | アンドレ・グライペル     | ウラディミール・グセフ |
| 4    | 8/5  | ハイデンハイム － バット・テルツ           | 203.0 | グレーム・ブラウン         | シュテファン・シューマッハー | エリック・ツァベル       | エリック・ツァベル     |
| 5    | 8/6  | バット・テルツ － ゼーフェルト             | 192.1 | リーヴァイ・ライプハイマー | アンドレイ・カシェチキン     | マルツィオ・ブルセギン   | イェンス・フォイクト   |
| 6    | 8/7  | ゼーフェルト － サンクト・アントン         | 196.6 | イェンス・フォイクト       | リーヴァイ・ライプハイマー   | アンドレイ・カシェチキン | イェンス・フォイクト   |
| 7    | 8/8  | バット・ザッキンゲン(ITT)                  | 38.2  | イェンス・フォイクト       | ラスロ・ボドロギ             | セバスティアン・ラング   | イェンス・フォイクト   |
| 8    | 8/9  | バット・クローツィンゲン － カールスルーエ | 172.1 | グレーム・ブラウン         | エリック・ツァベル           | ダニーロ・ナポリターノ   | イェンス・フォイクト   |

## 総合成績
| 順位 | 選手名                     | 国籍           | チーム                   | 時間           |
| ---- | -------------------------- | -------------- | ------------------------ | -------------- |
| 1    | イェンス・フォイクト       | ドイツ         | チームCSC                | 32時間11分10秒 |
| 2    | リーヴァイ・ライプハイマー | アメリカ合衆国 | ゲロルシュタイナー       | +1分38秒       |
| 3    | アンドレイ・カシェチキン   | カザフスタン   | アスタナ・ヴュルト       | +2分23秒       |
| 4    | ウラディミール・グセフ     | ロシア         | ディスカバリーチャンネル | +2分33秒       |
| 5    | エフゲニー・ペトロフ       | ロシア         | ランプレ・フォンディタル | +2分57秒       |
| 6    | マルツィオ・ブルセギン     | イタリア       | ランプレ・フォンディタル | +3分42秒       |
| 7    | イニィーゴ・クエスタ       | スペイン       | チームCSC                | +4分08秒       |
| 8    | ステイン・デヴォルデル     | ベルギー       | ディスカバリーチャンネル | +4分09秒       |
| 9    | エッディ・マッツォレーニ   | イタリア       | T-モバイル               | +4分36秒       |
| 10   | パブロ・ラストラス         | スペイン       | ケス・デパーニュ         | +4分38秒       |